# 蓮照寺 (新潟市)
蓮照寺（れんしょうじ）は、新潟県新潟市西蒲区中郷屋207にある真宗大谷派の寺院。

## 歴史
室町時代の応仁3年（1469年）、蓮如上人の弟子である照善が開基した。照善は加賀国小松の武士であり、蓮如上人の弟子になって諸国に随行した僧侶である。応仁元年（1467年）の応仁の乱によって京の町を追われ、いったんは故郷の小松に戻ったが、越後国の庄屋の村氏に招かれて越前浜に上陸し、蓮照寺の源となる庵を結んだ。寺の名前の由来は、蓮如上人の蓮と照善の照に因んでいる。

## 境内
芝生に囲まれた永代供養墓が有名で、永代供養墓の名号（南無阿弥陀仏）の文字は親鸞聖人の直筆を彫刻してある。
2020年（令和2年）には境内にある大きなさくらの木の下に樹木葬を建立した。このさくらの木を植えたのは1911年（明治44年）生まれの坊守であり、106歳まで病気に罹らずに人生を過ごした。石工は水原より田辺聡志を招聘し制作した。
寺の前面には田圃が広がり、JR越後線や飯豊連峰が見える。お寺の後ろには角田山がひかえる。国道116号中郷屋ICから車で1分程の距離にある。